# Bálvány
A vallásosságban a bálvány egy olyan ember alkotta vagy természeti tárgy, melyet az általa megjelenített istenség miatt tisztelnek.
A fogalom meghatározását megnehezíti, hogy a vallástörténet tudomány és egyes teológiák megkülönböztetik, és fetisizmusnak nevezik az animizmus és más régebbi vallásformák gyakorlatát, amikor magát a tárgyak tekintik istennek. Illetve hogy egyes felekezetek egymást, vagy eretnekségnek tekintett irányzataikat nevezik bálványimádóknak, és ezen gyakorlatilag fetisizmust értenek.
A kultusz gyakran kapcsolódik egy adott bálványhoz, amit lehet, hogy felöltöztetnek, rituálisan rendszeresen etetnek vagy körmeneteket tartanak vele. Ennél tágabb fogalom a vallási képek csoportja, melyben olyan alkotások is szerepelnek, melyeket vallási célra, ahhoz kapcsolódóan vagy egy vallási értelemben fontos esemény vagy személy megörökítése érdekében készítenek.
Tágabb értelmezése a bálványnak, amikor valamit vagy valakit istenesítünk és jobban szeretünk Istennél. A bálvány lehet élő vagy élettelen, dolog, tárgy vagy személy is.

## Bálványok az ókori Egyiptomban
Az ókori Egyiptomban igen gyakran lehetett bálványokkal találkozni. Ma a kemetizmus is gyakran alkalmazza. Híres ókori egyiptomi bálvány a Mózes második könyvében is szereplő Ápisz.

## Bálványok az ókori Görögországban és Rómában
A Parthenónban készítették el Pallasz Athéné, a civilizáció és a hadi szerencse istennőjének a bálványát. A szobor a Parthenón építését felügyelő szobrász, Pheidiasz keze munkáját dicséri. Ebben az athéni szentélyben ennek a szobornak mutattak be vallási műveleteket.
A görög és római mitológiában a palladión egy olyan ős nagy becsben tartott képe volt, melyről azt állították, hogy tőle függ a város biztonsága. Odüsszeusz és Diomédész egy ilyen, fából készített képet lopott el Trója fellegvárából.

## Az ábrahámi vallásokban

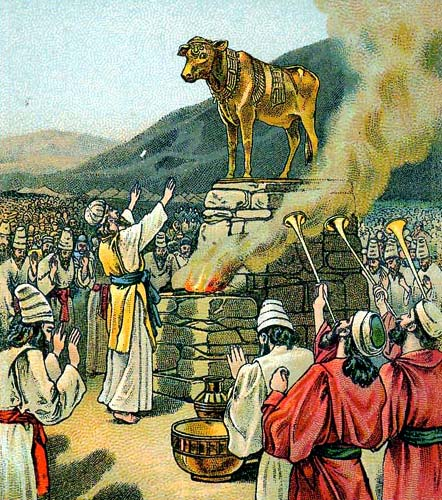
Az Aranyborjú imádása, "Ó, jaj! Igen nagy vétket követett el ez a nép, mert aranyból csinált istent magának.” (2Móz 32,31)

Az ábrahámi vallások követői a megformált isteneket bálványoknak, tiszteletüket pedig bálványimádatnak tekintik.

### Zsidóság
Az Ószövetség könyveiben visszatérő figyelmeztetésként van jelen a bálványok tiltása. Egyedül Isten megnyilvánulásai a mérvadóak. A bálványt, mint képi ábrázolást értették, akár szobor, vagy más figurális ábrázolás. Olyan abszolút szigort vezettek be, amely minden figurális ábrázolást betiltottak, nehogy bálványimádat alakuljon ki. Ez alól furcsa kivétel, hogy ugyan Mózes a kivonulás kezdetén összetöri az állatbálványt, de a Kánaán előtt saját maga farag egy réz kígyót, melyre népe feltekint akkor meggyógyul a kígyómarástól, tehát megmenti a zsidó népet a pusztulástól. A faragott bálványok imádatában rejlő paradoxont legtisztábban Ézsaiás könyvében mutatják be:
 És betelt földje bálványokkal, és kezeik csinálmányának hajolnak meg, mit ujjaik csináltak.

### Kereszténység
Mivel Jézus új parancsot adott a szeretet parancsát, ezért innentől kezdve megkülönböztetünk szeretetet és imádatot. A kettő között az a különbség, hogy az imádat feltétel nélküli, míg a szeretet feltételes. Az imádat feltétel nélküli irányítást is jelent, Isten az aki irányít bennünket. Amikor aranyról, ezüstről szóló bálványokról beszélünk, nem feledkezhetünk meg a Mammon, azaz a pénz imádatáról sem. Jézus óva intett ellene:
Senki sem szolgálhat két úrnak, mert vagy az egyiket gyűlöli, és a másikat szereti, vagy az egyikhez ragaszkodik, és a másikat megveti: nem szolgálhattok Istennek és a mammonnak.
A mai világban igen sokan vannak, akiknek a "Mammon" a bálványuk. A pénz szerelme, a gazdagság utáni vágy az az aranylánc, amely Istentől távol viszi őket. Az emberiség másik része a hírnév és a világban szerzett dicsőség és büszkeség imádója. Ismét másoknak egy önző, szenvedélyeiknek élő élet a bálványuk. Jézus tanítása alapján nem lehetünk félig az Úré, félig a világé. Nem lehetünk Isten gyermekei másképpen, csak úgy, ha egészen azok vagyunk.
A Biblia alapján Jahve, az örökké létező, a nem teremtett Isten, aki maga a forrása és fenntartója minden életnek a Földön, az egyedül jogosult arra, hogy Őt illesse meg a legnagyobb tisztelet és imádat. Ezért a hívőnek nem szabad, hogy érzelmeiben vagy szolgálataiban az első helyet valaki vagy valami másnak adja, mert mindaz bálvány, ami Isten helyét foglalja el az ember életében vagy az Isten iránti szeretetet csökkenti. Mihelyt az ember más dolgokat helyez Isten elé, mindenfajta "úr" rabszolgájává válik. Minden, amit vagy akit jobban szeretünk vagy dicsőítünk Istennél, bálványunkká lett.
Az Újszövetség több helyen is részletezi, mik lehetnek az ember bálványai: 
- pénz[8]
- szeszes ital[9]
- kapzsiság és a másokon való uralkodás vágya[10]
- politikai hatalom[11]
- érzéki vágy, irigység[12]
- gonosz kívánság, nyerészkedés, tisztátalanság, paráznaság, szenvedély..[13][14]

#### Képtisztelet
A korai kereszténység idejében jött létre a csodatevő ikonok rendszere. Voltak szerintük köztük olyan ikonok is, melyeket nem emberi kéz alkotott. Ezeket görög eredetű szóval acheiropoietáknak nevezték. Az ortodox és a katolikus kereszténység is tesz egy kivételt; szentek képeinek tisztelete nem minősül imádatnak, ugyanúgy nem ahogy Mózes Rézkígyójánál sem. A protestánsoknál viszont a szentek képeinek tisztelete is bálványimádatnak minősül.

## Bálványok Mekkában
Az iszlámot megelőző korszakban, a dzsáhilijja idején Mekka pogány kereskedői tartották felügyeletük alatt a Kába szent helyét. Ők hozták meg a területen érvényes szabályokat, és ők ellenőrizték, mikor mi történhet. Számtalan ember gyűlt itt össze azért, hogy a saját bálványaikat Kábába vihessék. A mekkai kereskedők ennek köszönhették állandó gazdagságukat.
Mohamed próféta születésekor a város már igen közismert volt az Arab-félsziget lakosai körében. Mohamed apja, Abd Allah ibn Abd al Muttalib fia születése előtt fél évvel meghalt. Mohamed hatéves korára elvesztette édesanyját is, aki Aminah bint Wahb volt. Innentől nagyapjával – Shaiba ibn Hashimmal, majd nagybátyjával, Abu Talib ibn ‘Abd al-Muttalibbal élt együtt. Mohamed nagybátyja kereskedő volt, így neki is ezt a foglalkozást szemelték ki. Egyik utazása során találkozott Khadijah bint Khuwayliddal, egy gazdag kereskedő lányával. Hamarosan házasságot is kötöttek. Khadijah Mohamednél sokkal idősebb volt, mikor a korabeli arab szokások szerint Khadijah rokonai hozzáadták feleségül.
Minden beszámoló szerint hosszú és boldog házasságban éltek, mely legalább 25 évig tartott. Gazdagsága ellenére mégis a magányt kereste, ahol tud elmélkedni. Minden nap felment a Világosság hegyéhez a Hira barlanghoz. Itt mindig imádkozott, és meditált. Ez legfőképp élettapasztalatának a következménye, mely oly mélyen megváltoztatta. A muzulmán hit szerint Gabriel angyal megjelent Mohamed előtt, és megmondta neki, hogy ő Isten hírnöke. Az egész addig analfabéta Mohamed elkezdte memorizálni és feljegyezni mindazt, amit Gabrielen keresztül Isten neki üzent. Az iszlám szerint ez lett a Korán első szúrája. Ekkortól hirdette a monoteizmust, hogy Allah az egyedüli Isten, és felszólította mekkai követőit, hogy hagyjanak fel a bálványimádattal.
Mohamed tanítása haragra gerjesztette a pogány kereskedőket, akik összeesküdtek ellene. Ellenségei oly mértékben szaporodtak, hogy nem tehetett mást, tanítványaival együtt Medinába menekült. Ezután olyan, győztes és vesztes csatákkal tarkított fegyveres összetűzésre került sor, melynek a vége 630-ban Mekka elfoglalása lett. Ezután Mohamed három dolgot tett. Először is elment a Kábához, és szó szerint kidobálta az összes bálványt, amiket meg is semmisített. Ezzel lett vége az előző korszaknak. Másodszor, elrendelte, hogy Kába körül mecsetet építsenek. Ez volt az első iszlám mecset. (A muzulmán hit szerint azonban ezt a mecsetet még az emberiség megteremtése előtt az angyalok építették.) Harmadsorban Mohamed mindazoknak megbocsátott, akik fegyverrel akarták legyőzni. A bálványok megsemmisítésével és a mecset felépítésével új korszak vette kezdetét: az iszlám felemelkedése.